# Archilejeunea polyphylla
Archilejeunea polyphylla là một loài Rêu trong họ Lejeuneaceae. Loài này được (Taylor) Stephani mô tả khoa học đầu tiên năm 1911.